# Taras Bulba (film, 1962)
Pour les articles homonymes, voir Tarass Boulba (homonymie).
Pour plus de détails, voir Fiche technique et Distribution.
Taras Bulba (Taras Bulba) est un film américano-yougoslave réalisé par J. Lee Thompson, sorti en 1962.

## Synopsis
Au XVIe siècle, en Ukraine, avec l'aide des Cosaques, les Turcs sont repoussés par les Polonais. La victoire est suivie d'un massacre des Cosaques zaporogues auxquels les Polonais veulent prendre les steppes. Les Cosaques survivants décident de se disperser pour préparer leur revanche. Taras Bulba (Yul Brynner) est l'un de leurs chefs et s'engage à réunir dès l'heure venue la « confrérie des zaporogues ». Il prend cependant la décision d'envoyer ses fils, Andrei et Ostap (Tony Curtis et Perry Lopez), dans une école polonaise. L'idée est stratégique : connaître l'ennemi. L'amour s'en mêle. Andrei et la fille du gouverneur, Natalia Dubrov, sont les deux tourtereaux. Mais le frère de la belle ne supporte pas l'affront fait par cet amour d'un sauvage. L'expédition punitive se retourne contre lui. Il meurt. 
Pour les Polonais, c'est un crime et les deux fils de Taras Bulba doivent fuir Kiev plus tôt que prévu. De retour parmi les leurs, les Cosaques zaporogues se réunissent. Avec cette nouvelle génération, une nouvelle armée Cosaque est levée. Ils font le siège d'une ville. Les sentiments amoureux d'Andrei pour Natalia, fille du gouverneur, ne facilitent pas les choses. Pour l'amour de Natalia, pour lui sauver la vie, tandis que le bûcher est déjà en feu, Andrei change de camp. 
Le voilà sous l'uniforme polonais guidant un bataillon.

## Fiche technique
- Titre français : Taras Bulba[1]
- Titre original : Taras Bulba
- Réalisation : J. Lee Thompson
- Scénario : Waldo Salt et Karl Tunberg d'après le roman éponyme de Nicolas Gogol
- Production : Harold Hecht
- Musique : Franz Waxman
- Photographie : Joseph MacDonald
- Costumes : Norma Koch
- Montage : Folmar Blangsted, Gene Milford, William Reynolds et Eda Warren
- Pays d'origine : Aventure, drame, historique, romance et guerre
- Format : Couleurs - 2,35:1 - Mono
- Genre : Aventure, drame
- Durée : 122 minutes
- Date de sortie : 1962

## Distribution
- Tony Curtis  (V.F : Jean-Claude Michel) : Andrei Boulba
- Yul Brynner  (V.F : Marcel Bozzuffi) : Tarass Boulba
- Sam Wanamaker  (V.F : Jean Davy) : Filipenko
- Brad Dexter  (V.F : Claude Bertrand) : Shilo
- Guy Rolfe  (V.F : Jean-Henri Chambois) : le prince Grigory
- Perry Lopez  (V.F : Jacques Thébault) : Ostap Boulba
- George Macready :  (V.F : Jacques Berlioz) : le gouverneur de Kiev, père de Natalia
- Ilka Windish
- Vladimir Sokoloff : le vieux Stepan
- Vladimir Irman : Grisha Koubenko
- Daniel Ocko : Ivan Mykola : (V.F : Jacques Berlioz)
- Abraham Sofaer  (V.F : Abel Jacquin) : l'abbé dirigeant l'Académie de Kiev
- Mickey Finn : Korzh
- Christine Kaufmann : Natalia Doubrov
- Richard Rust (V.F : Michel Gatineau) : le capitaine Alex
- Marv Goux : (V.F : Michel Gatineau) : le frère Bartholomew
- Ron Weyand
- Vitina Marcus
- Paul Frees : (VF : René Lebrun) : le narrateur